# 王辰玥
王辰玥（1995年8月22日—），中國女子排球運動員，身高1米93，司職副攻，亦為中國國家女子排球隊成員。效力於江蘇中天鋼鐵女排。

## 運動生涯
王辰玥在2007年、2013年两次入选江苏少年女排，获得全运会青年女排铜牌及全国锦标赛冠军。在2016-2017赛季中国女子排球联赛，表现出色，获得最佳拦网的殊荣。2017年首次入选國家隊。

## 獎項

### 個人榮譽
- 2016-2017賽季中国女子排球联赛：最佳拦网

### 俱樂部
- 2014-2015赛季中国女子排球联赛： - 铜牌（江蘇中天鋼鐵排球俱樂部）
- 2015-2016赛季中国女子排球联赛： - 銀牌（江蘇中天鋼鐵排球俱樂部）
- 2016-2017赛季中国女子排球联赛： - 金牌（江蘇中天鋼鐵排球俱樂部）
- 2017-2018赛季中国女子排球超級联赛： - 铜牌（江蘇中天鋼鐵排球俱樂部）

### 國家隊
- 2017瑞士女排精英赛（英语：2017 Montreux Volley Masters）： - 銅牌
- 2017年女排大冠軍盃： - 金牌